# Sam Reid
Sam Reid (19 de febrero de 1987, Nueva Gales del Sur, Australia) es un actor australiano, más conocido por haber interpretado a Tolbert McCoy en la miniserie Hatfields & McCoys y actualmente interpretar a Lestat De Lioncourt en la serie de AMC Entrevista con el Vampiro.

## Biografía
Su hermano mayor es el actor australiano Rupert Reid.

## Carrera
En el 2007 interpretó a Marty Arent durante el episodio "The Hardest Word" de la serie australiana All Saints.
En el 2011 apareció como invitado en la popular serie británica de espías Spooks, donde interpretó a Harry Pearce de joven.
En el 2012 se unió al elenco principal de la miniserie Hatfields & McCoys donde interpretó a Tolbert McCoy, el hijo de Randolph "Randall" McCoy (Bill Paxton).
En el 2013 se unió a la película Belle, donde interpretó a John Davinier.
En el 2014 apareció en la película '71, donde dio vida al teniente Armitage.
En el 2015 se unió al elenco de la miniserie Astronaut Wives Club, donde dio vida al austronauta y político estadounidense John Glenn.
En 2017 se unió al elenco principal de la serie Prime Suspect 1973, donde dio vida al detective inspector Len Bradfield.
Desde el año 2022, interpreta al vampiro Lestat de Lioncourt en la serie de AMC Entrevista con el Vampiro.

## Filmografía

### Películas
| Año  | Título                                  | Personaje            | Notas |
| ---- | --------------------------------------- | -------------------- | --- |
| 2021 | The Drover's Wife                       | Sgt. Nate Klintoff   | junto a Leah Purcell, Rob Collins, Jessica De Gouw, Benedict Hardie, Tony Cogin, Bruce Spence y Tammy MacIntosh    |
| 2019 | Standing Up for Sunny                   | Mikey                | junto a RJ Mitte, Philippa Northeast, Matthew Nable, Barry Humphries y Ella Scott Lynch                            |
| 2019 | Waiting for the Barbarians              | The Lieutenant       | junto a Johnny Depp, Mark Rylance, Robert Pattinson, Gana Bayarsaikhan, Greta Scacchi y David Dencik               |
| 2016 | Los misteriosos asesinatos de Limehouse | John Cree            | junto a Olivia Cooke, Douglas Booth, Bill Nighy, Eddie Marsan, Daniel Mays y Adam Brown                            |
| 2016 | 2:22                                    | Jonas                | junto a Michiel Huisman, Teresa Palmer, Simone Kessell, Maeve Dermody, Richard Davies y John Waters                |
| 2016 | After the Smoke                         | Jack                 | corto |
| 2016 | Despite the Falling Snow                | Alexander            | junto a Antje Traue, Charles Dance, Rebecca Ferguson, Oliver Jackson-Cohen, Anthony Head y Thure Lindhardt         |
| 2014 | Serena                                  | Vaughn               | junto a Jennifer Lawrence, Bradley Cooper, Toby Jones, Rhys Ifans, Blake Ritson y Sean Harris                      |
| 2014 | Tigers                                  | Frank                | junto a Emraan Hashmi, Danny Huston, Khalid Abdalla, Adil Hussain, Maryam d'Abo y Heino Ferch                      |
| 2014 | The Riot Club                           | Hugo Fraser-Tyrwhitt | junto a Natalie Dormer, Sam Claflin, Douglas Booth, Max Irons, Holliday Grainger y Freddie Fox                     |
| 2014 | '71                                     | Lt. Armitage         | junto a Jack O'Connell, Sam Hazeldine, Paul Anderson, Sean Harris y Richard Dormer                                 |
| 2013 | Belle                                   | John Davinier        | junto a Matthew Goode, Miranda Richardson, Tom Wilkinson, James Norton, Sarah Gadon y Emily Watson                 |
| 2013 | The Railway Man                         | Joven Finlay         | junto a Nicole Kidman, Colin Firth, Stellan Skarsgård, Jeremy Irvine, Ewen Leslie, James Fraser y Marta Dusseldorp |
| 2012 | Redd Inc.                               | William Tucker       | junto a Ella Scott Lynch, James Mackay, Felix Williamson, Nicholas Hope y Kelly Paterniti                          |
| 2007 | Anonymous                               | Conde de Essex       | junto a Rhys Ifans, Vanessa Redgrave, Sebastian Armesto, Rafe Spall, David Thewlis, Edward Hogg y Xavier Samuel    |

### Series de televisión
| Año  | Título                     | Personaje               | Notas                        |
| ---- | -------------------------- | ----------------------- | ---------------------------- |
| 2022 | Interview with the Vampire | Lestat de Lioncourt     | Papel principal              |
| 2021 | The Newsreader             | Dale Jennings           | Papel principal              |
| 2019 | Lambs of God               | Padre Ignatius Jones    | Papel principal - miniserie  |
| 2019 | The Hunting                | Ray                     | Papel principal - miniserie  |
| 2019 | Bloom                      | Max (joven)             | 3 episodios                  |
| 2017 | Prime Suspect 1973         | D.I. Len Bradfield      | 6 episodios                  |
| 2016 | Codes of Conduct           | Buckley                 | 6 episodios - miniserie      |
| 2015 | Astronaut Wives Club       | John Glen               | 10 episodios                 |
| 2013 | Miss Marple                | Nat Fletcher            | episodio "Greenshaw's Folly" |
| 2012 | Hatfields & McCoys         | Tolbert McCoy           | 3 episodios - miniserie      |
| 2012 | Whitechapel                | Damon Nelson            | episodio # 3.4               |
| 2012 | Endeavour                  | Brian Lomax             | episodio "Pilot"             |
| 2011 | Spooks                     | Harry Pearce (de joven) | 2 episodios                  |
| 2007 | All Saints                 | Marty Arent             | episodio "The Hardest Word"  |